# Gabriel Cromer

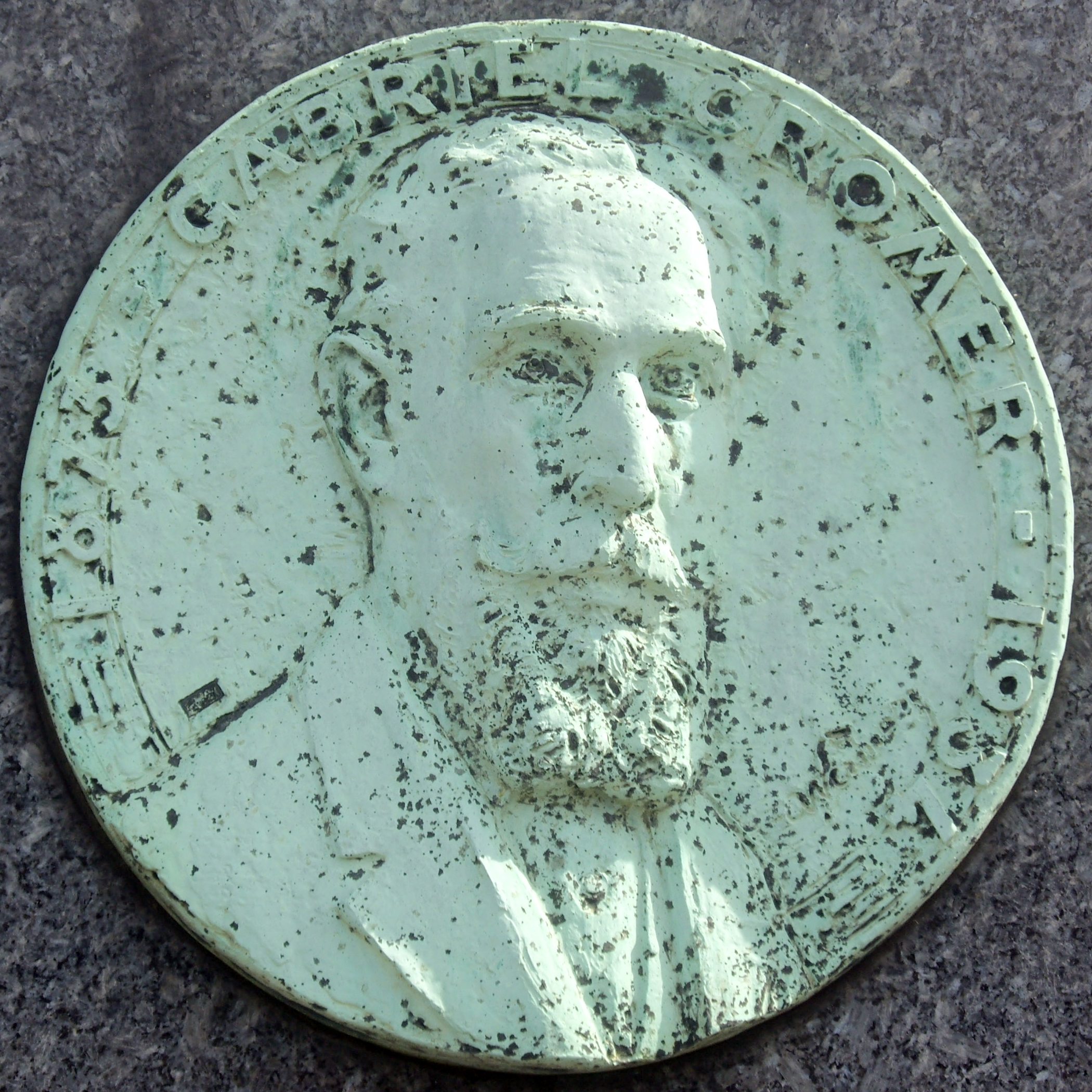
Gabriel Cromer (Grabstein auf dem Cimetière de Montrouge in Paris)

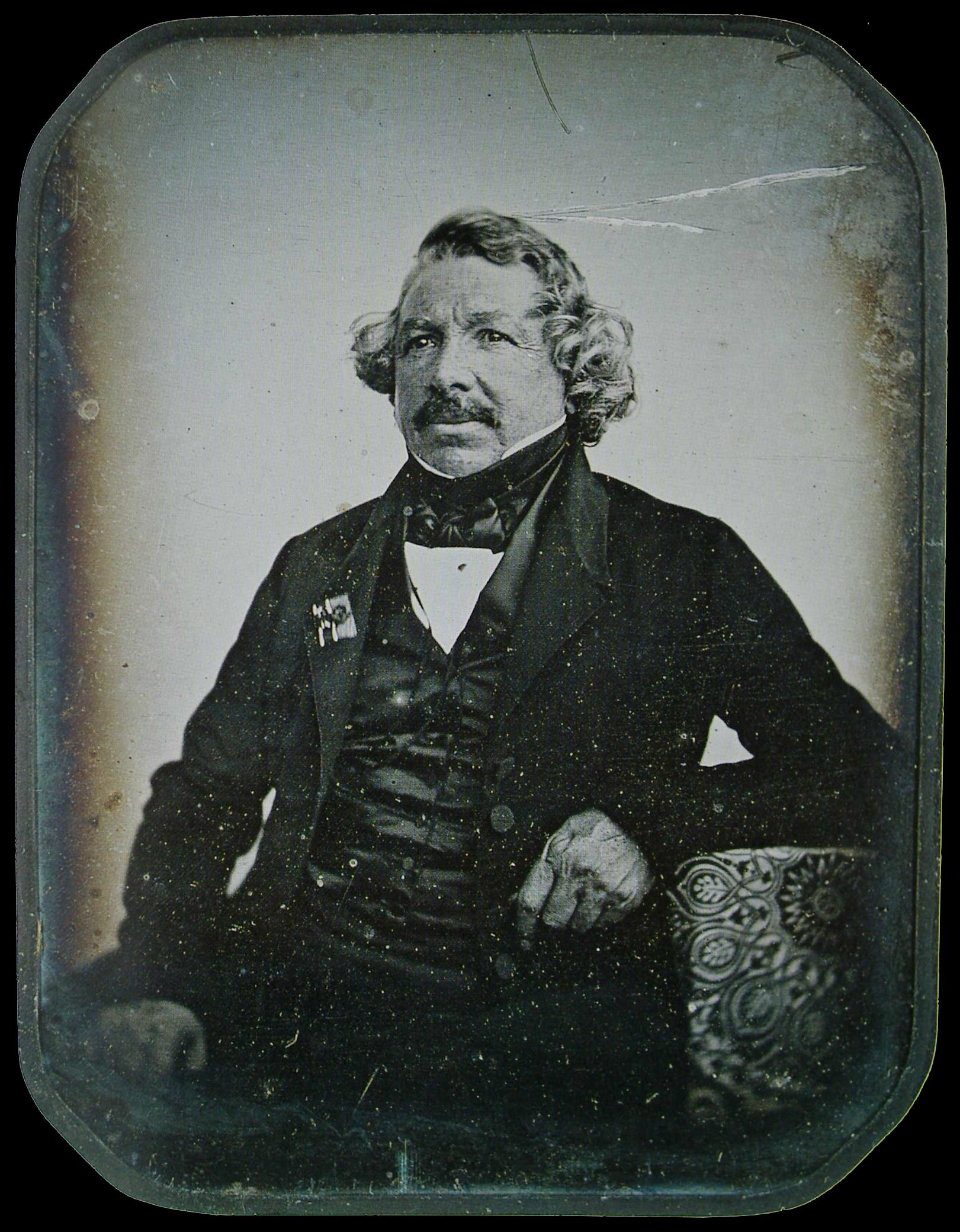
Louis Daguerre, 1844, Aufnahme von Jean-Baptiste Sabatier-Blot aus der Sammlung Gabriel Cromers.

Gabriel Cromer (* 1873; † 1934) war ein französischer Fotograf und Sammler.

## Leben
Gabriel Cromer studierte zunächst Jura, wandte sich jedoch bald der Fotografie zu. Er betrieb ein Studio in Clamart und erwarb sich einen Ruf als Meister der Porträtfotografie im Kohledruckverfahren. 1912 wurde er Mitglied der französischen Fotografenvereinigung Société française de photographie, 1927 wurde er Bibliothekar der Gesellschaft. Bekanntheit erlangte er als Sammler. Er konzentrierte sich auf Frankreich und dokumentierte die Geschichte der Fotografie seit den Tagen Louis Daguerres. Seine Sammlung umfasste fünfhundert frühe, überwiegend französische Daguerreotypien, insgesamt rund 6000 Fotografien, darunter Arbeiten von Le Gray, Le Secq, Disdéri und Adolphe Braun; außerdem eine umfangreiche Bibliothek an Fachliteratur und seltene fotografische Apparate, wie zum Beispiel eine Daguerreotype-Kamera des Herstellers Giroux. Zu den zahlreichen Besonderheiten aus der Frühzeit der Fotografie gehörten eine Aufnahme Daguerres von Jean-Baptiste Sabatier-Blot, eine von Daguerre angefertigte Studie für ein Dioramabild sowie eine von ihm signierte Platte.
1939, fünf Jahre nach Gabriel Cromers Tod, verkaufte seine Witwe die Sammlung an die Eastman Kodak Company zum Preis von 500 000 Francs (13 000 Dollar). Danach gelangte die Sammlung Cromer  als Schenkung an das 1949 gegründeten Museum im George Eastman House. Dort bildete es den Grundstock der fotografischen Sammlung und „bestimmt Tenor, Qualität und Bandbreite der Institution.“